# Myer Strouse

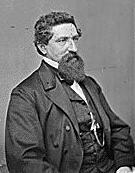
Myer Strouse

Myer Strouse (* 16. Dezember 1825 in Oberstreu, Bayern; † 11. Februar 1878 in Pottsville, Pennsylvania) war ein deutschamerikanischer Politiker. Zwischen 1863 und 1867 vertrat er den Bundesstaat Pennsylvania im US-Repräsentantenhaus.

## Werdegang
Im Jahr 1832 kam Myer Strouse mit seinem Vater aus seiner bayerischen Heimat nach Pottsville in Pennsylvania, wo er private Schulen besuchte. Zwischen 1848 und 1852 gab er in Philadelphia die Zeitung North American Farmer heraus. Nach einem Jurastudium und seiner 1855 erfolgten Zulassung als Rechtsanwalt begann er in Pottsville in diesem Beruf zu arbeiten. Gleichzeitig schlug er als Mitglied der Demokratischen Partei eine politische Laufbahn ein.
Bei den Kongresswahlen des Jahres 1862 wurde Strouse im zehnten Wahlbezirk von Pennsylvania in das US-Repräsentantenhaus in Washington, D.C. gewählt, wo er am 4. März 1863 die Nachfolge des Republikaners John Weinland Killinger antrat. Nach einer Wiederwahl konnte er bis zum 3. März 1867 zwei Legislaturperioden im Kongress absolvieren. Diese waren bis 1865 von den Ereignissen des Bürgerkrieges geprägt. Seit 1865 war die Arbeit des Kongresses von den Spannungen zwischen den Republikanern und Präsident Andrew Johnson belastet, die in einem nur knapp gescheiterten Amtsenthebungsverfahren gipfelten.
Im Jahr 1866 verzichtete Strouse auf eine weitere Kongresskandidatur. Nach dem Ende seiner Zeit im US-Repräsentantenhaus praktizierte er wieder als Anwalt. Dabei vertrat er unter anderem den Geheimbund Molly Maguires. Er starb am 11. Februar 1878 in Pottsville.